# Dans Mix 99
Dans Mix 99 är ett samlingsalbum från 1999 med  svenska dansband.

## Låtlista
1. Vill du ha mig - Cavalkad (Lars Eriksson-Grethel Larnebrant)
2. Tack för en underbar dag - Salut (Jan-Eric Karlzon-Michael Widerström)
3. Varför svek du mig - Pia Pihlgrens (Pia Pihlgren)
4. Dina kinder är så våta - Soundix (Lennart Clerwall)
5. Rebecka - Schytts (J.E.Karlzon-A.C.Karlzon)
6. Allt för mig - Titanix (T.Thörnholm-M.Klaman)
7. Jag ser en bit av himlen - Hectors (Sten Nilsson-Keith Almgren)
8. Kärlrken kom som en gåva - Zagers (C.Kindbom-C.Lösnitz)
9. Fattiglapp och miljonär  - Towe Widerbergs (R.Adler-J.Ross-O.Helander)
10. Våga tro på kärleken igen - Hectors (Peo Pettersson)
11. Varje natt hörs klockor ringa  - Mats Bergmans (L.Clerwall-M.Höglund)
12. Vänd dig inte om när du går - Cosmix (Anders Eltebo)
13. Hur ska jag kunna veta - Juniors (T.Sandberg-G.Stehn)
14. Ikväll är du min - Salut (Gunnarsson-Lord)
15. Tänk att få leva - Cavalkad (Lars Eriksson)
16. Kan du förlåta - Pia Pihlgrens (Pia Pihlgren)
17. Vem har du i dina tankar - Towe Widerbergs (Lasse Sigfridsson)
18. Kom ta min hand - Schytts (C.Kindbom-M.Bang)
19. En natt fylld av längtan - Hectors (Martin Klaman-Jan Carlsson)
20. Ingen har dina ögon - Mats Bergmans (Lars Eriksson-Grethel Larnebrant)